# Хоайдык
Хоайдык (вьет. Hoài Đức) — уезд Вьетнама, один из семнадцати сельских уездов, входящих в состав Ханоя (с 2008 года). Площадь — 88 км², население — 183 тыс. человек, административный центр — город Чамчой (вьет. Trạm Trôi).

## География
Уезд Хоайдык расположен на запад от центра Ханоя. На юго-западе и западе он граничит с уездом Куокоай, на северо-западе — с уездом Фуктхо, на севере — с уездом Данфыонг, на северо-востоке — с районом Бактыльем, на востоке — с районом Намтыльем, на юго-востоке — с районом Хадонг.

## Административное деление
В настоящее время в состав уезда Хоайдык входит один город (thị trấn) — Чамчой и 19 сельских общин (xã) — Анкхань (вьет. An Khánh), Антхыонг (вьет. An Thượng), Катке (вьет. Cát Quế), Дакшо (вьет. Đắc Sở), Зичать (вьет. Di Trạch), Донгла (вьет. Đông La), Дыкзянг (вьет. Đức Giang), Дыктхыонг (вьет. Đức Thượng), Зыонгльеу (вьет. Dương Liễu), Кимтюнг (вьет. Kim Chung), Лафу (вьет. La Phù), Лайен (вьет. Lại Yên), Минькхай (вьет. Minh Khai), Шондонг (вьет. Sơn Đồng), Шонгфыонг (вьет. Song Phương), Тьенйен (вьет. Tiền Yên), Ванкань (вьет. Vân Canh), Ванкон (вьет. Vân Côn), Йеншо (вьет. Yên Sở).

## Транспорт
По территории уезда Хоайдык проходят национальное шоссе № 32, связывающее центр Ханоя с провинцией Футхо, и скоростная автомагистраль «Дайло Тханглонг», связывающая центр Ханоя с уездом Тхатьтхат.

## Экономика
Торговля и сфера услуг составляют 46 % ВВП уезда Хоайдык, аграрный сектор — 7,5 %. В уезде имеется несколько промышленных зон (тяготеют к скоростной автомагистрали «Дайло Тханглонг»), строятся высотные жилые комплексы, коттеджные посёлки и торговые центры. Тем не менее, сохраняются и сельскохозяйственные уделы, где выращиваются рис, овощи, фрукты, цветы, домашняя птица и пресноводная рыба.
В промышленной зоне Лайен (Lại Yên Industrial Zone) базируется вьетнамско-корейская компания Sungshin Vina — крупнейший в Ханое производитель цемента и бетона. В промышленной зоне Лайса (Lai Xa Industrial Zone) базируется электротехническая компания Bao Minh Chau Industrial и расположен цементный завод компании Vietbase. В общине Шондонг находится фабрика упаковочных материалов компании Giang Thanh. Также в уезде расположены фабрика вьетнамской машиностроительной компании Sunhouse Group, заводы металлоконструкций и стройматериалов, пищевые, текстильные и швейные фабрики.

## Культура

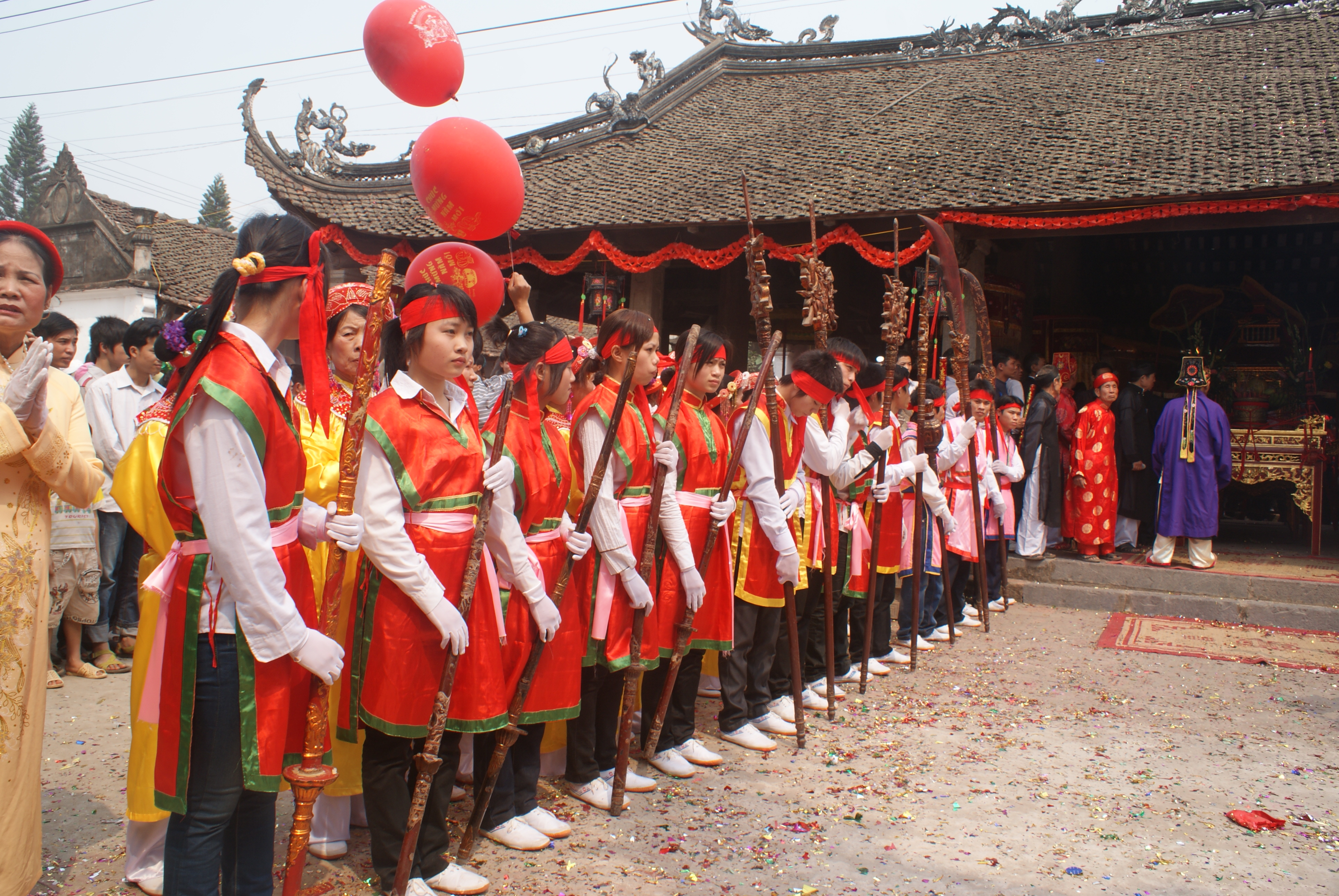
Праздник в общине Ванкон

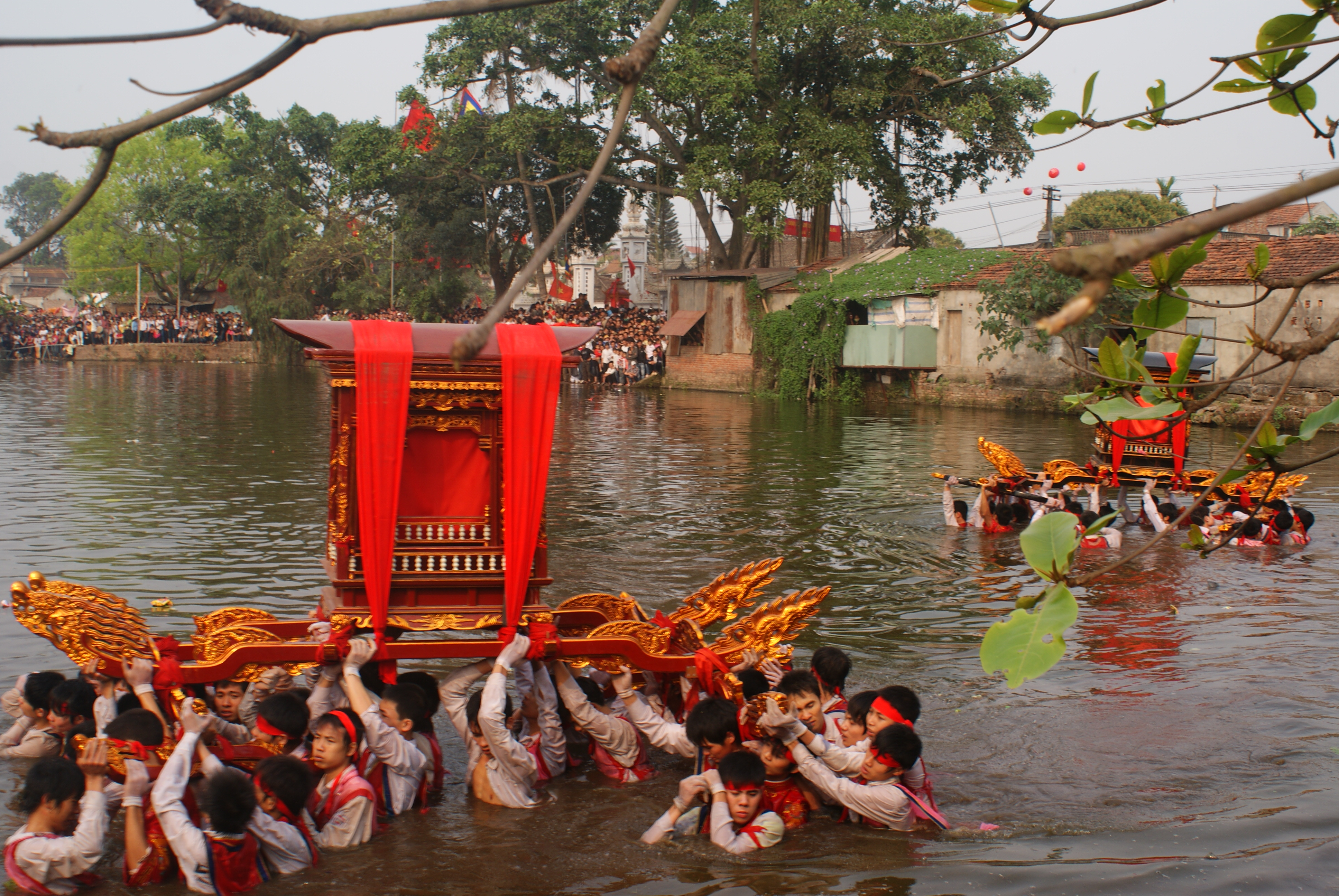
Процессия паланкинов в общине Ванкон

Уезд Хоайдык является родиной уникального жанра изобразительного искусства, возникшего в XVIII веке — раскрашенных ксилогравюр кимхоанг.
В деревне Зя общины Йеншо проходит местный праздник, посвящённый полководцу династии ранних Ли Ли Фук Ману (фестиваль сопровождается жертвоприношениями божеству, другими религиозными церемониями, борьбой и игрой в китайские шахматы).
В общине Зыонгной (вьет. Dương Nội) проводится ночной праздник Зяла, посвящённый местному божеству-покровителю Зыонг Каню и сопровождаемый ночной процессией, представлением, изображающим ловлю тигра, и обратной процессией паланкинов. В деревне Хауай общины Ванкань проходит местный праздник, посвящённый божеству-покровителю данной местности До Кинь Ту (вьет. Đỗ Kính Tu) (был высокопоставленным мандарином династии Ли). Фестиваль сопровождается угощениями, традиционной процессией и другими ритуалами.
В общине Зыонгной проводится праздник Лазыонг, посвящённый трём местным божествам культа предков (Ты Дао Хань, Кхонг Ло, Зяк Хай) и сопровождаемый религиозными церемониями, изучением Трипитаки, игрой в шахматы и петушиными боями.
В общине Шондонг проходит деревенский праздник, посвящённый местному божеству и сопровождаемый церемонией с буйволом, процессией, угощениями и различными соревнованиями.

## Образование и наука
В уезде расположены Военная академия наук (Học viện Khoa học Quân sự), университет Тханьдо, Американская школа Святого Павла в Ханое.

## Спорт
На территории уезда Хоайдык находится Национальный спортивный учебный центр Вьетнама.